# Xavier Baron
 (juin 2009).
Si vous disposez d'ouvrages ou d'articles de référence ou si vous connaissez des sites web de qualité traitant du thème abordé ici, merci de compléter l'article en donnant les références utiles à sa vérifiabilité et en les liant à la section « Notes et références ».
Xavier Baron, né le 30 septembre 1942, est un journaliste français, spécialiste du Proche-Orient à l'Agence France-Presse (AFP). 
Son livre, Les Palestiniens : Genèse d'une nation, est le livre de référence sur l'émergence de la revendication nationale palestinienne. Xavier Baron a été, à l'AFP, responsable de bureaux en Afrique, au Proche-Orient, en Europe et en Asie, rédacteur en chef pour la France, rédacteur en chef central et directeur de la région Moyen-Orient.